# Dnepr-Krywyj-Rih-Kanal

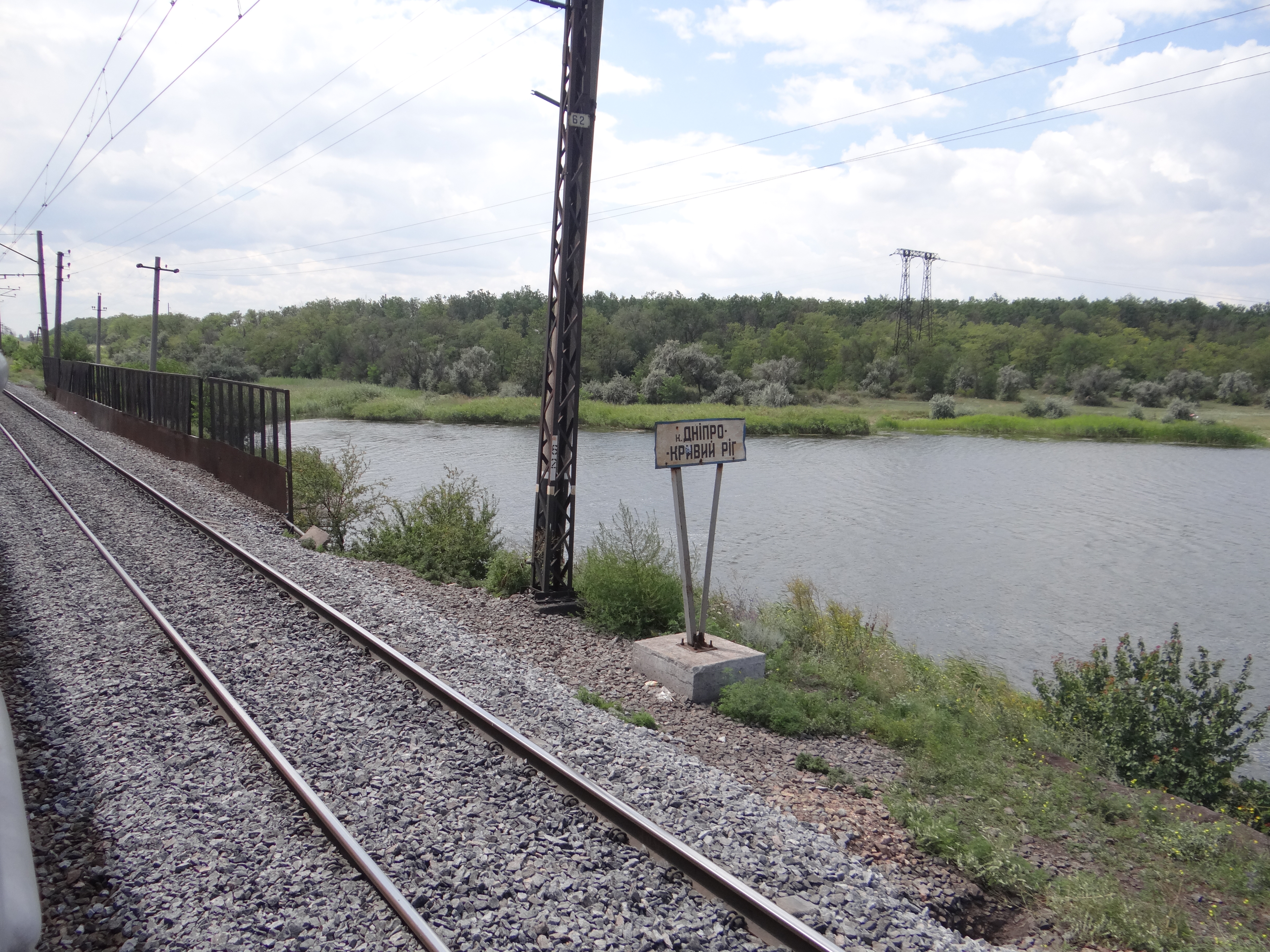
Dnepr-Krywyj-Rih-Kanal

Der Dnepr-Krywyj-Rih-Kanal (ukrainisch Канал Дніпро — Кривий Ріг; russisch Канал Днепр — Кривой Рог) ist ein 41,3 Kilometer langer Bewässerungskanal in der Oblast Dnipropetrowsk im Zentrum der Ukraine. Er verbindet den zum Kachowkaer Stausee angestauten Dnepr bei Marjanske im Rajon Krywyj Rih mit dem Süd-Stausee (ukrainisch Южное водохранилище) bei Krywyj Rih und passiert dabei die Ortschaften Apostolowe und Nywa Trudowa.
Seine Breite beträgt 4 Meter und die Wassertiefe liegt zwischen 3,6 und 4,3 Meter Tiefe.
Der ursprünglich als Schifffahrtskanal zum Gütertransport in und aus dem Krywbass geplante Kanal dient der Trinkwasserversorgung der Stadt Krywyj Rih. Er wurde in den Jahren 1958 bis 1961 gebaut und 1975 bis 1979 instand gesetzt. Das Projekt des Schifffahrtskanals wurde nie umgesetzt.
Koordinaten: 47° 46′ 54″ N, 33° 33′ 22″ O